# Julevangeliet

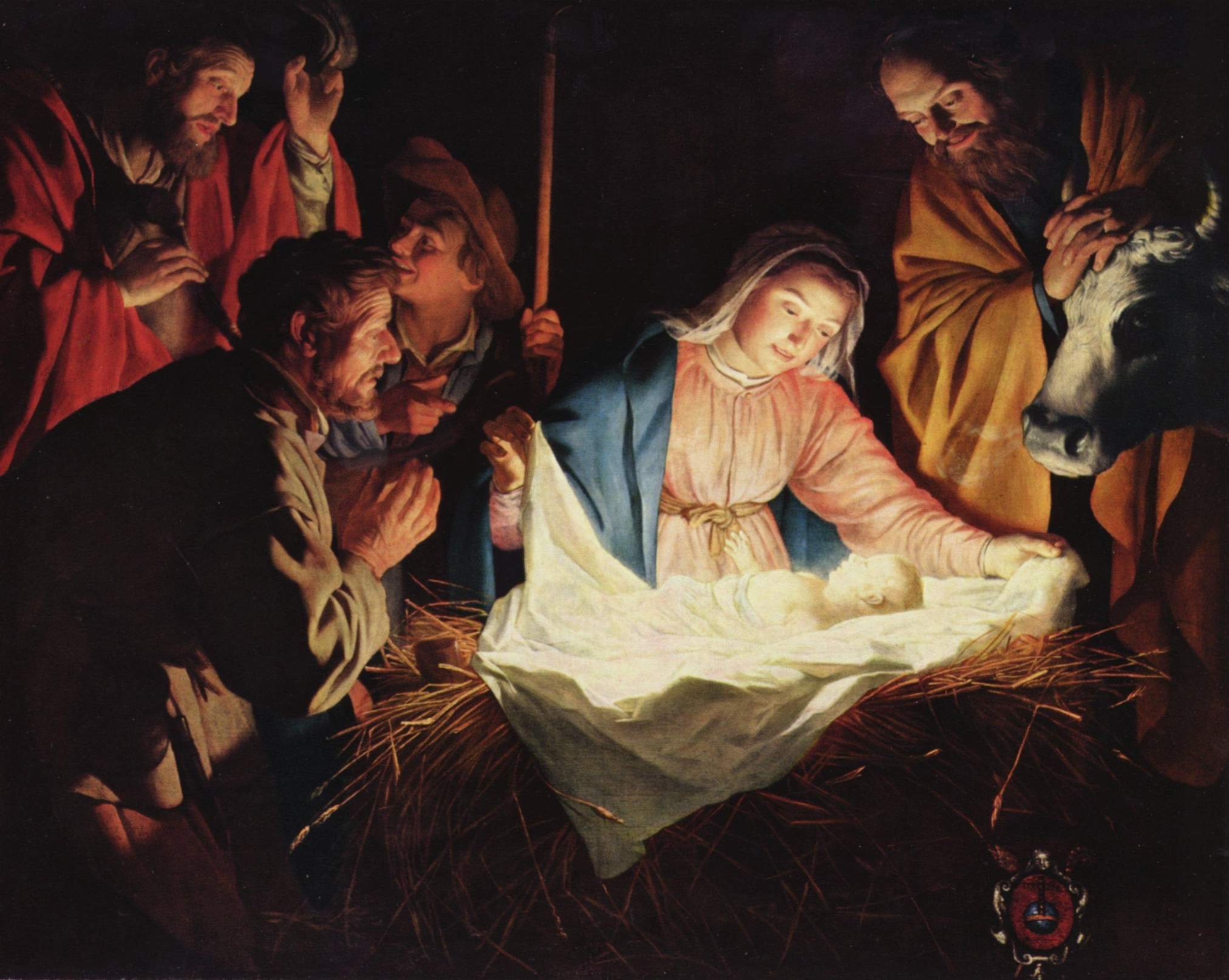
Målning av Gerard van Honthorst från 1622 som föreställer Jesu födelse.

Julevangeliet är det stycke ur Bibeln (Lukasevangeliet 2:1–20) som läses i kyrkorna under julafton, julnatten och juldagen, många gånger även under skolans julavslutning samt vid julspel), och som handlar om Jesu födelse. I samband med uppläsning av julevangeliet brukar man även höra profeten Jesaja, 9:2–7, eftersom han enligt kristendomen förutspådde att Jesus skulle födas.

## Bibeltext
Det som läses är Lukasevangeliet 2:1–20.
Lukasevangeliet 2:1–7 har följande text:
| ”            | Vid den tiden utfärdade kejsar Augustus en förordning om att hela världen skulle skattskrivas. Det var den första skattskrivningen, och den hölls när Quirinius var ståthållare i Syrien. Alla gick då för att skattskriva sig, var och en till sin stad. Och Josef, som genom sin härkomst hörde till Davids hus, begav sig från Nasaret i Galileen upp till Judeen, till Davids stad Betlehem, för att skattskriva sig tillsammans med Maria, sin trolovade, som väntade sitt barn. Medan de befann sig där var tiden inne för henne att föda, och hon födde sin son, den förstfödde. Hon lindade honom och lade honom i en krubba, eftersom det inte fanns plats för dem inne i härbärget. | „ |
| – Bibel 2000 | |   |